# Dean Clough

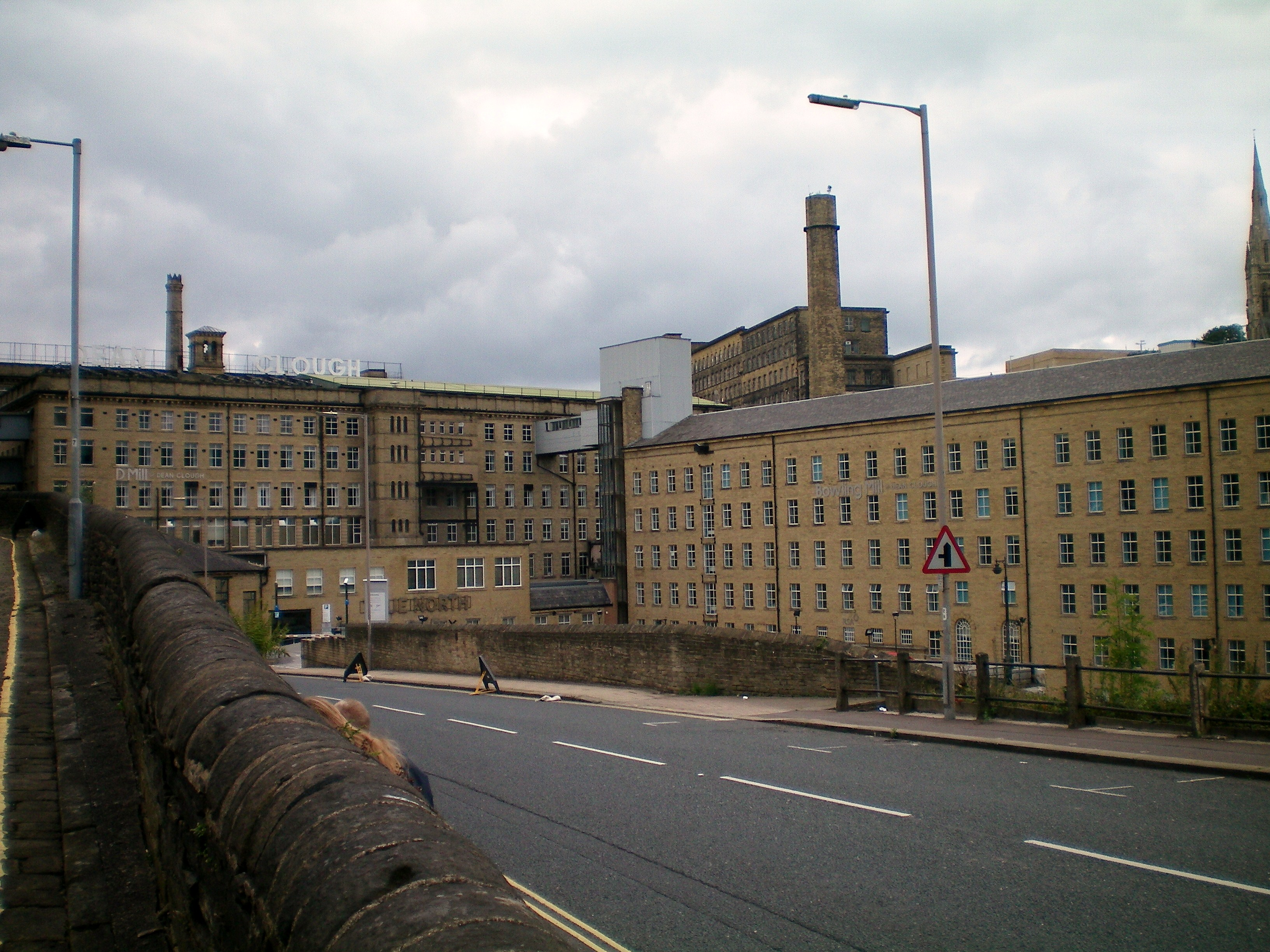
Dean Clough

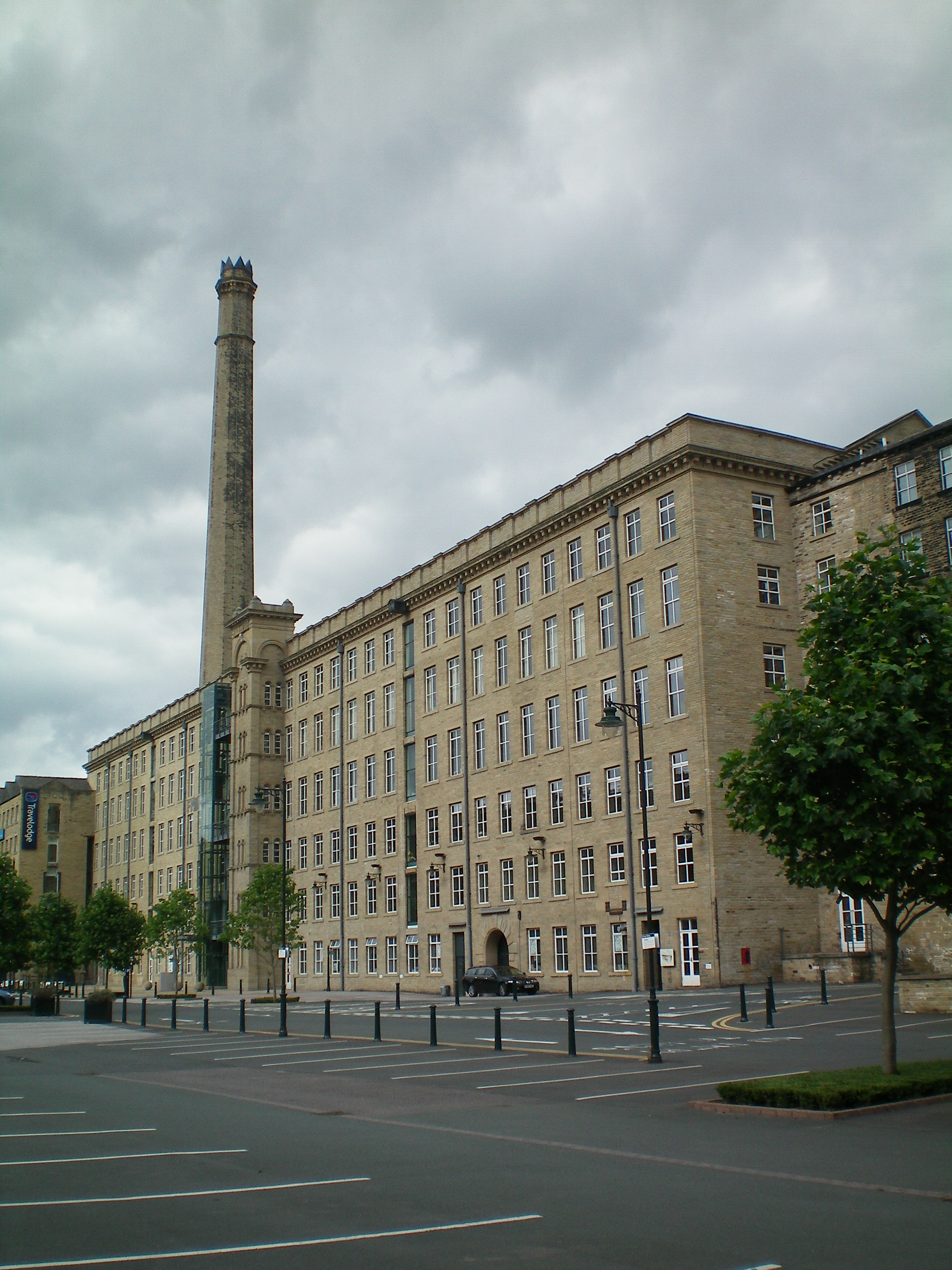

Dean Clough oder Dean Clough Mills in der nordenglischen Stadt Halifax (West Yorkshire) ist ein Ensemble aus insgesamt 16 ehemaligen Fabrikgebäuden, die zwischen 1841 und 1869 für die Firma John Crossley & Sons errichtet wurden, die zeitweise der weltgrößte Hersteller von Teppichen war. Der Komplex ist ca. 8 km lang, besitzt eine Nutzfläche von 116 000 m² und befindet sich nahe der North Bridge im Norden der Stadt.
1982 verlegte das aus Crossley hervorgegangene Unternehmen Carpets International seine Zentrale nach Kidderminster, die Fabrik in Halifax wurde 1983 stillgelegt. Darauf erwarb ein Konsortium unter Leitung des Textil- und Immobilienunternehmers Ernest Hall deren Gebäude und ließ sie für die Nutzung durch Kultur- und Bildungseinrichtungen sowie Gastronomie und andere Gewerbe umbauen.
Heute befinden sich darin ca. 150 Betriebe mit ca. 4000 Beschäftigten (u. a. Büros der Lloyds Banking Group), mehrere Kunstgalerien, Studios des lokalen Senders Phoenix Radio 96.7 FM und das  unterirdische Viaduct Theatre, Sitz der Theatergruppen Northern Broadsides und IOU.  Dean Clough gilt als Beispiel für erfolgreiche Stadterneuerung.

## Viaduct Theatre
Das Viaduct Theatre ist eine unterirdische Spielstätte mit 300 Plätzen. Es beherbergt die Theatergruppe Northern Broadsides seit ihrer Gründung 1992 und wird auch Tourneetheatern und Laientheatern für Gastspiele zur Verfügung gestellt.